# Evelinde Trenkner

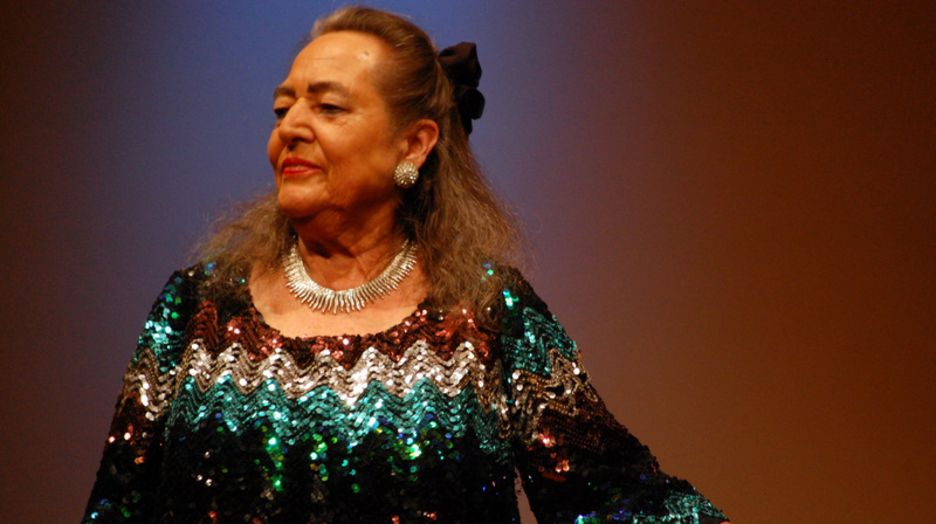
Evelinde Trenkner

Evelinde Trenkner (verheiratete Trenkner-Boie; * 14. März 1933 in Weimar; † 22. November 2021 in Lübeck) war eine deutsche Pianistin und Klavierpädagogin.

## Leben
Evelinde Trenkner war die Tochter des Komponisten und Dirigenten Werner Trenkner (1902–1981) und der Klavierpädagogin und Schriftstellerin Lotte Trenkner (Pseudonym: Valeska Trenkner), geb. Geil (1901–1994), die u. a. in Weimar bei Bruno Hinze-Reinhold Klavier studiert hatte.
Ersten Klavierunterricht erhielt die Sechsjährige von ihren Eltern, insbesondere durch die Mutter. Mit acht Jahren spielte Evelinde Trenkner, von der Staatskapelle Weimar unter Hermann Abendroth begleitet, das Klavierkonzert in C-Dur von Mozart. Sie erhielt später Unterricht bei Walter Gieseking und Wilhelm Kempff. Konzerttourneen führten sie in alle Kontinente, besonders nach Asien und in die damalige Sowjetunion.
Evelinde Trenkner und die Karlsruher Pianistin und Klavierpädagogin Sontraud Speidel machten sich über mehr als 25 Jahre international einen Namen als Klavierduo: Sie interpretierten vor allem Transkriptionen mehrerer Symphonien von Gustav Mahler, der Brandenburgischen Konzerte von Johann Sebastian Bach und vieler anderer Werke. Für ihre Einspielung von Mahlers 5. Sinfonie erhielten Evelinde Trenkner und Sontraud Speidel den Opus-Klassik-Preis 2019 in der Kategorie „Weltersteinspielung des Jahres“.
Seit 1970 war Evelinde Trenkner zunächst als Klavierpädagogin an der Staatlichen Fachhochschule für Musik in Lübeck, aus der 1973 die Musikhochschule Lübeck hervorging, angestellt. 1985 wurde sie dort auf eine Professur für Klavier berufen und unterrichtete bis zu ihrer Emeritierung im Jahre 1998. Bis 2007 hatte Evelinde Trenkner noch einen Lehrauftrag an der Musikhochschule Lübeck inne. 
1988 gründete sie gemeinsam mit ihrem Ehemann Hermann Boie, dem damaligen Direktor des Amtsgerichts Segeberg, die Xaver und Philipp Scharwenka-Gesellschaft, die Dokumente zu Werk und Leben der Brüder Xaver und Philipp Scharwenka sammelt. 1990 initiierte sie in Lübeck mit ihrem Mann das Internationale Kammermusikfest, dessen Künstlerische Leiterin sie bis zu ihrem Tode war.
Evelinde Trenkner starb am 22. November 2021 in Lübeck.
Zu ihrem Gedenken wurde im Februar 2023 im Foyer des Lübecker Kolosseums eine Bronzebüste Trenkners aufgestellt. Sie ist das Werk des Bildhauers Claus Görtz, gesponsert wurde sie von dem kasachischen Politiker Bauyrschan Baibek, dessen Lehrerin und Mentorin sie gewesen war.

## Ehrungen
- 2013: Verdienstkreuz am Bande der Bundesrepublik Deutschland